# Angrebet på Det Jødiske Museum 2014
Angrebet på Det Jødiske Museum i Belgien fandt sted den 24. maj 2014, hvor en bevæbnet mand åbnede ild mod Det Jødiske Museum i Bruxelles, og dræbte fire personer. Tre døde under angrebet; en fjerde blev bragt til hospitalet og døde senere den 6. juni. Angrebet bliver undersøgt som terrorisme af de belgiske myndigheder. 
Den 30. maj, blev en 29-årig fransk statsborger af algerisk oprindelse, Mehdi Nemmouche, arresteret i Marseille i forbindelse med skyderiet. Han menes at have tilbragt over et år i Syrien og havde forbindelser til radikale islamister og menes at have optaget en video hvor han bærer et flag fra oprørsgruppen Islamiske Stat i Irak og Syrien. 